# 1. Münchner FC 1896
Az 1. Münchner FC 1896 egy 1896-ban Terra Pila (latinul: föld + labda) néven alakult müncheni labdarúgócsapat. A DFB alapító klubjai közé tartozik.

## Története
Az egyesületet 1896 szeptember 5-én alapította egy diákcsoport. A csapat München egyik első labdarúgó egyesülete volt. Az évszázad forduló előtt vetélytársuk volt a szintén 1896-ban megalapult FC Nordstern 1896 München. A riválisával és az FC Bavaria 1899 München csapatával kiegészülve München három csapatot jegyezhetett a A DFB alapító klubjai között. A XX. század első évtizedében alapult csapatok folytonos rivális erőket jelentettek: első ellenfele volt az FC Bayern Münchennek is. 1910-ig rendszeres résztvevője volt a regionális labdarúgó versenyeknek, majd ismeretlen okokból megszűnt a csapat. 1911-től 1960-ig bowling egyesületként működött tovább a társaság.